# Chant de Ralliement
Der Chant de Ralliement (englisch Rallying Song) ist die Nationalhymne des Staates Kamerun. Sie wurde formell 1957 angenommen, inoffiziell jedoch schon seit 1948 verwendet, noch vor der Unabhängigkeit des Landes.
Die Melodie komponierte René Djam Afame, der zusammen mit Samuel Minkio Bamba und Moïse Nyatte Nko’o auch die Worte dazu schrieb. Der Text wurde 1978 geändert.

## Französischer Text
O Cameroun berceau de nos ancêtres,

Va, debout et jaloux de ta liberté.

Comme un soleil ton drapeau fier doit être,

Un symbole ardent de foi et d’unité,

Que tous tes enfants du Nord au Sud,

De l’Est à l’Ouest soient tout amour!

Te servir que ce soit le seul but

Pour remplir leur devoir toujours.

Refrain:

Chère Patrie, terre chérie,

Tu es notre seul et vrai bonheur.

Notre joie et notre vie,

A toi l’amour et le grand honneur.

Tu es la tombe où dorment nos pères,

Le jardin que nos aïeux ont cultivé.

Nous travaillons pour te rendre prospère,

Un beau jour enfin nous serons arrivés.

De l’Afrique sois fidèle enfant

Et progresse toujours en paix,

Espérant que tes jeunes enfants

T'aimeront sans bornes à jamais.

Refrain

## Englischer Text
O Cameroon, Thou cradle of our fathers,

Holy shrine where our midst they now repose,

Their tears and blood and sweat thy soil did water,

On thy hills and valleys once their tillage rose.

Dear fatherland thy worth no tongue can tell!

How can we ever pay thy due?

Thy welfare we will win in toil and love and peace,

Will be to thy name ever true!

Refrain:

Land of Promise, land of Glory!

Thou, of life and joy our only store!

Thine be honour, thine devotion

And deep endearment, for evermore.

From Shari, from where the Mungo meanders

From along the banks of lowly Boumba Stream,

Muster thy sons in union close around thee,

Mighty as the Buea Mountain be their team;

Instil in them the love of gentle ways,

Regret for errors of the past;

Foster, for Mother Africa, loyalty

That true sall remain to the last.

Refrain

## Übersetzung ins Deutsche
Oh Kamerun, die Wiege unserer Väter,

Heiliger Schrein, wo unsere Mitte jetzt ruht,

Deine Tränen und Blut und Schweiß deines Boden wurde Wasser,

Auf deinen Bergen und Tälern wachsen die Schätze

Liebes Vaterland, keine Zunge kann deinen Wert beschreiben!

Wie können wir unsere Schulden dir je bezahlen?

Dein Wohl werden wir erreichen in Mühe und Liebe und Frieden,

Werden deinem Namen gegenüber immer wahrhaftig sein!

 Refrain:

Land der Verheißung, Land der Herrlichkeit!

Du, Bewahrerin von Leben und Freude!

Dir sei Ehre, Dir sei Hingabe

Und tiefe Zärtlichkeit, von Ewigkeit zu Ewigkeit.

Vom Schari, von wo aus der Mungo entlangschlängelt

Von den Ufern des niedrigen Boumbastroms aus,

Schare deine Söhne in der Vereinigung um dich,

Mächtiger als die Buea Berg in ihrer Gemeinschaft;

Wecke in ihnen die Liebe in sanfter Weise

Bereue die Fehler der Vergangenheit;

Nähre die Loyalität für Mutter Afrika,

Die bis zum letzten bleiben soll.

Refrain